# فیبرا
فیبرا (انگلیسی: Fibra) شرکت انتشارات کروات است، که در سال ۲۰۰۶ تأسیس شد.